# Jan Persson (militär)
Jan Håkan Christer Persson, född den 3 september 1952 i Ystad, är en svensk militär.
Jan Persson blev officer 1974, kapten vid Södra skånska regementet 1977, major 1982, var anställd i Generalstabskåren och Arméstaben samt blev överstelöjtnant 1991. Han blev överstelöjtnant med särskild tjänsteställning, stabschef och ställföreträdande brigadchef vid Södra arméfördelningen 1994. Persson var överste och chef för Göta trängkår 1998–2004.